# Héctor Espasandín
Héctor Espasandín Rama es un ciclista profesional español, nacido en Culleredo (provincia de La Coruña) el 11 de marzo de 1985.
Debutó como profesional con el equipo Xacobeo Galicia en el 2009.

## Palmarés
No ha conseguido victorias como profesional.

## Equipos
- Xacobeo Galicia (2009)